# Bělá (Luže)

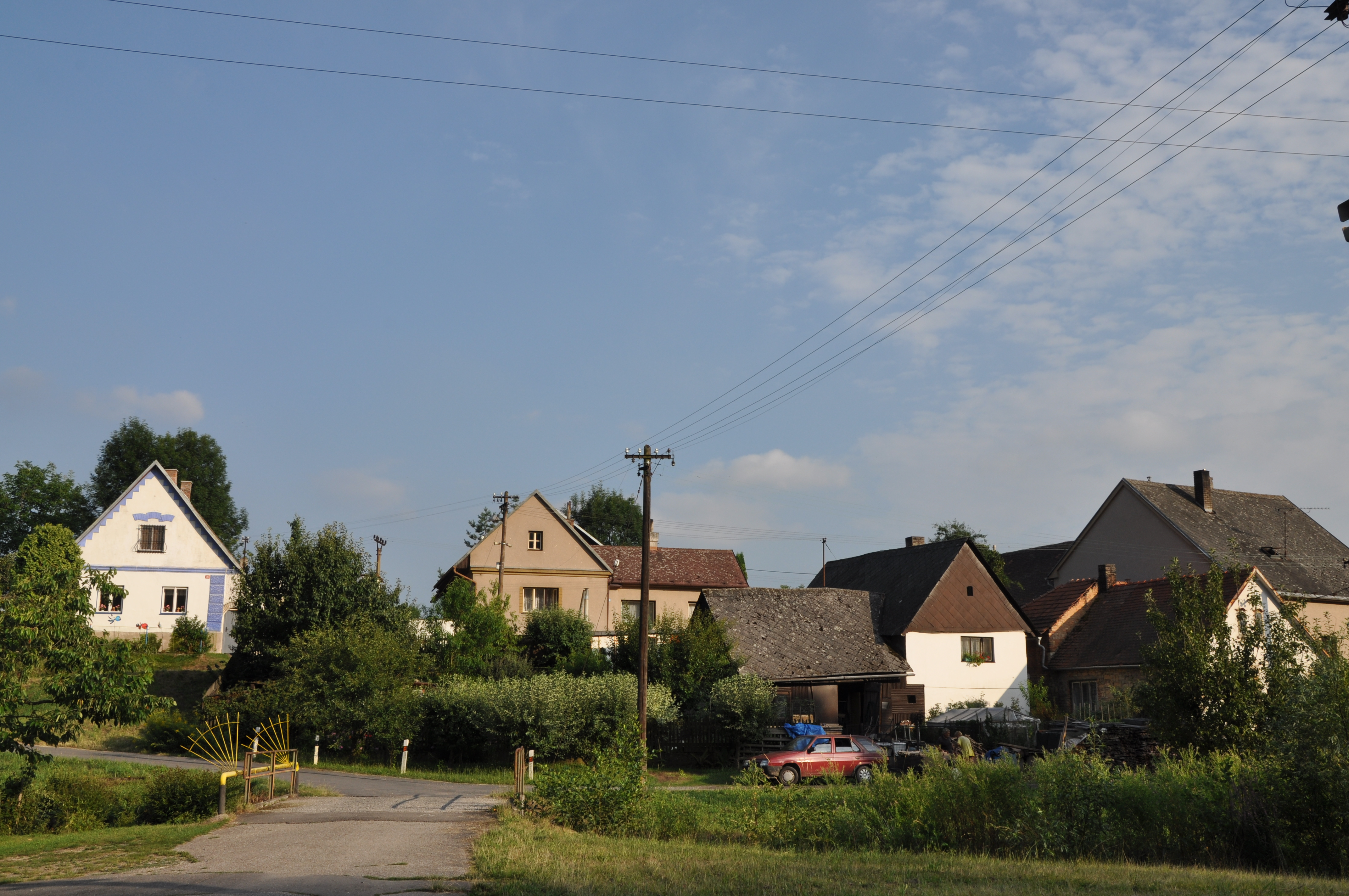
Ortsansicht

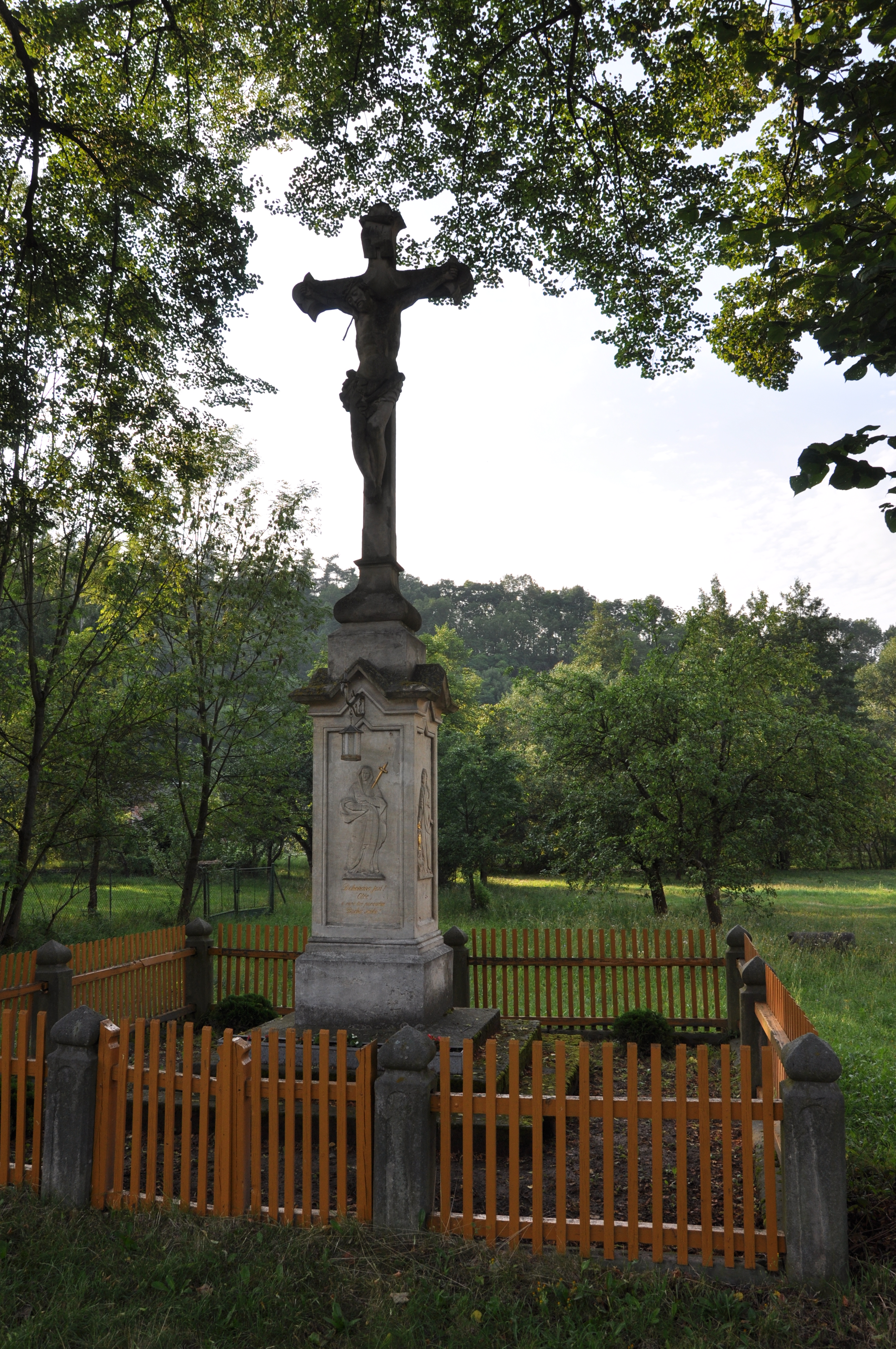
Wegkreuz

Bělá (deutsch Biela) ist ein Ortsteil der Stadt Luže in Tschechien. Er liegt zwei Kilometer westlich von Luže und gehört zum Okres Chrudim.

## Geographie
Bělá erstreckt sich am Bach Anenský potok in der Štěpánovská stupňovina (Stiepanower Stufenland bzw. Flözgebirge). Nördlich des Dorfes verläuft die Staatsstraße II/356 zwischen Chrast und Luže. Im Nordosten erhebt sich der Dobrkovský kopec (338 m n.m.), südwestlich der Hroubovický kopec (351 m n.m.). 
Nachbarorte sind Dobrkov und Lozice im Norden, Radim und Horní Radim im Nordosten, Luže, Chlumek und Zdislav im Osten, Doly, Lhota u Skutče und Zbožnov im Südosten, Štěpánov und Nová Ves im Süden, Hroubovice und Chacholice im Südwesten, Podhora im Westen sowie Chrašice und Rosice im Nordwesten.

## Geschichte
Die erste urkundliche Erwähnung von Bieley erfolgte 1392 in der Landtafel, als Smil Flaška von Pardubitz die Richenburg mit den zugehörigen 62 Dörfern an Otto von Bergow und Boček II. von Podiebrad übergab. Im 15. Jahrhundert gehörte der größte Teil des Dorfes zur Herrschaft Richenburg, seit 1456 unterstand Biele der Rychta in Radim. Später gehörte der größte Teil des Dorfes zur Herrschaft Rossitz; weitere Anteile waren der Herrschaft Slepotice sowie den Dominien Richenburg und Koschumberg untertänig. 1784 wurde in Biela eine Schule eröffnet, zu der auch die Kinder aus Raubowitz und Dobrkow eingeschult waren. Das Dorf bestand zu dieser Zeit aus 33 Häusern und hatte 450 Einwohner. 
Im Jahre 1835 bestand das im Chrudimer Kreis gelegene Dorf Biela bzw. Běla aus 78 Häusern, in denen 438 Personen lebten. Der Koschumberger Anteil umfasste 31 Häuser mit 180 Einwohnern sowie die Schule, der Rossitzer Anteil 25 Häuser mit 130 Einwohnern; zum Richenberger Anteil gehörten 22 Häuser auf Dominikalgrund – darunter eine emphyteutisierte Meierei und eine Mühle – mit 128 Einwohnern. Pfarrort war Lusche. Bis zur Mitte des 19. Jahrhunderts blieb Biela zwischen drei Herrschaften geteilt.
Nach der Aufhebung der Patrimonialherrschaften bildete Bělá ab 1849 eine Gemeinde im Gerichtsbezirk Skutsch. Ab 1868 gehörte die Gemeinde zum politischen Bezirk Hohenmauth. 1869 hatte Bělá 422 Einwohner und bestand aus 80 Häusern. 1879 wurde ein neues Schulhaus errichtet. Die Freiwillige Feuerwehr wurde 1892 gegründet. Im Jahre 1900 lebten in Bělá 431 Personen, 1921 waren es 542. Haupterwerbsquellen waren die Landwirtschaft bzw. die Arbeit in den Steinbrüchen bei Skuteč; die Frauen arbeiteten für Stickereibetriebe in Luže. In den 1920er Jahren wurde das Dorf elektrifiziert. 1930 hatte Bělá 516 Einwohner. Am 9. Mai 1945 kam es bei Bělá zu einer Schießerei zwischen einer kleinen Partisaneneinheit mit durchziehenden deutschen Truppen, bei der sieben Männer aus dem Dorf fielen. 1960 wurde die Gemeinde dem Okres Chrudim zugeordnet. Am 1. Juli 1985 erfolgte die Eingemeindung nach Luže. Beim Zensus von 2001 lebten in den 98 Häusern von Bělá 211 Personen. Die Schule wurde 2003 geschlossen, 2013 wurde das Schulhaus zu einer Seniorenwohnanlage umgebaut.

## Ortsgliederung
Der Ortsteil Bělá bildet einen Katastralbezirk.

## Sehenswürdigkeiten
- Sandsteinkreuz bei der ehemaligen Schule, es wurde 1862 anstelle eines Kreuzes von 1818 errichtet. Im Jahre 2013 wurde das Kreuz während eines Sturms durch abbrechende Äste der es umgebenden mächtigen Linden stark beschädigt; nach der Fällung der Bäume erfolgte die Restaurierung.
- Gemeinschaftsgrab und Gedenkstein für die Gefallenen des 9. Mai 1945
- Hölzerner Aussichtsturm Jahůdka, zwischen Bělá und Radim, errichtet 2008[4]
- Jüdischer Friedhof Hroubovice, südwestlich von Bělá